# الملاح (فلم 1924)
الملاح (بالإنجليزية: The Navigator) هو فيلم كوميدى أمريكى صامت أنتج في عام 1924 بطولة وإخراج باستر كيتون وتأليف كلايد بروكمان وشارك في الإخراج دونالد كريسب.

## طاقم التمثيل
- باستر كيتون - رولو تريدواي
- فريدريك ڤروم - جون أوبراين
- كاثرين ماجواير - بيتسي أوبراين
- كلارنس بيرتون - جاسوس
- إتش إن كلوجستون - جاسوس
- نوبل جونسون

## التقديرات
حصل الفيلم على المرتبة الـ 81 في قائمة أكثر 100 فيلم إضحاكًا في سنة 2000 من قبل معهد الفيلم الأمريكى AFI.

## روابط خارجية
- الملاح على موقع IMDb (الإنجليزية)
- الملاح على موقع روتن توميتوز (الإنجليزية)
- الملاح على موقع نتفليكس (الإنجليزية)
- الملاح على موقع ألو سيني (الفرنسية)
- الملاح على موقع أول موفي (الإنجليزية)
- الملاح على موقع فيلمافينيتي (الإسبانية)
- الملاح على موقع قاعدة بيانات الأفلام السويدية (السويدية)
- الملاح على موقع قاعدة بيانات الفيلم (الإنجليزية)
- الملاح على موقع ليتربوكسد (الإنجليزية)
- الملاح على موقع كينوبويسك (الروسية)
- The Navigator على موقع أول موفي.
- The Navigator at SilentEra
- الملاح متوفر للتحميل المجاني على أرشيف الإنترنت